# Puffin Browser
Puffin Browser este un browser web lansat de CloudMosa pentru sistemele de operare Android, iOS, Windows și Android TV. Acesta a fost lansat prin octombrie 2013. Se folosește o arhitectură în care prelucrarea este efectuată pe serverele cloud pentru a îmbunătăți încărcarea și performanță și a reduce consumul de lățime de bandă. Ca urmare a procesării pe serverele cloud, adresa IP reprezintă adresa IP a serverului, iar unele site-uri ar putea detecta browser-ul pentru un server proxy. De exemplu, utilizatorii nu pot edita Wikipedia folosind Puffin pentru că Wikipedia detectează Puffin ca fiind un server proxy.
Puffin vine cu Adobe Flash Player pentru a reda conținut flash, mai ales pe dispozitive mobile, unde Flash a fost întrerupt din cauza problemelor de securitate. De asemenea, Puffin vine cu virtual trackpad, gamepad, tastatură.
Puffin Browser are, de asemenea, o versiune Pro și una Lite.
Incepand cu anul 2023 Puffin pentru mobil este disponibil doar cu abonament, iar pentru utilizare trebuie plătit abonament zilnic, săptămânal sau lunar.{{nc}